# Adam Lallana
Adam David Lallana (St Albans, 10 mei 1988) is een Engels Oudvoetballer die doorgaans als aanvallende middenvelder speelde. Hij verruilde Brighton & Hove Albion in de zomer van 2024 voor Southampton, waar hij zijn carrière ook begon. In 2025 kondigde Lallana zijn pensioen aan. Lallana debuteerde in 2012 in het Engels voetbalelftal, waar hij tot 2018 34 interlands voor speelde. 

## Clubcarrière

### Southampton
Lallana begon in zijn jeugd met voetballen bij Bournemouth en werd op twaalfjarige leeftijd opgenomen in de jeugdopleiding van Southampton. Op 23 augustus 2006 debuteerde hij in het eerste elftal daarvan in een wedstrijd om de EFL Cup tegen Yeovil Town. Hij werd vervolgens een halfjaar verhuurd aan AFC Bournemouth.
Terug bij Southampton degradeerde hij in het seizoen 2008/09 terug naar de League One. Daar was hij goed voor twintig goals en vijf assists in competitie- en bekerverband. In de twee seizoenen erna promoveerde Southampton in twee opeenvolgende seizoenen naar de Championship en de Premier League. 
Hij scoorde zijn eerste Premier League-doelpunt op 20 oktober 2012 tegen West Ham United. Op 11 april 2013 zette hij zijn handtekening onder een nieuw vijfjarig contract bij The Saints. Na het seizoen 2013/14 werd Lallana door de Southampton-supporters uitgeroepen tot speler van het jaar en opgenomen in het elftal van het seizoen. Hij was goed voor tien goals en zes assists in 42 wedstrijden. In totaal speelde Lallana 263 wedstrijden in zijn eerste periode voor Southampton, waarin hij zestig goals scoorde en 47 assists gaf.

### Liverpool
Op 1 juli 2014 vertrok Lallana voor 31 miljoen euro naar Liverpool. Op 13 september maakte hij tegen Aston Villa zijn debuut voor de club. Drie dagen later maakte hij zijn debuut in de Champions League tegen PFK Loedogorets. Op 4 oktober scoorde hij tegen West Bromwich Albion zijn eerste goal voor Liverpool. Op 29 december scoorde hij tweemaal in een 4-1 overwinning op Swansea City. Lallana was in zijn eerste seizoen goed voor zes goals en vier assists. 
In het seizoen 2015/16 verloor Lallana twee finales: eerst de finale van de EFL Cup op 28 februari tegen Manchester City op penalty's. Lallana miste zelf de vierde penalty, waarna Yaya Touré de beslissende binnenschoot. Vervolgens speelde hij de finale van de Europa League tegen Sevilla, dat met 1-3 won. 
Lallana speelde slechts vijftien wedstrijden in het seizoen 2017/18 door een langdurige hamstringblessure. Zijn laatste wedstrijd van het seizoen was de finale van de Champions League, waarin het met 3-1 werd verslagen door Real Madrid. In zijn vierde finale met Liverpool op 1 juni 2019, de CL-finale tegen Tottenham Hotspur, zat hij negentig minuten op de bank terwijl Liverpool met 2-0 won. 
In zijn laatste seizoen bij Liverpool won hij drie prijzen: de UEFA Super Cup tegen Chelsea werd gewonnen, hoewel Lallana toen geen minuten maakte. In december speelde Lallana beide (gewonnen) wedstrijden om het WK voor clubs 2020 tegen Monterrey en Flamengo. Ook speelde hij vijftien wedstrijden om in de Premier League, die Liverpool voor het eerst in dertig jaar won. In totaal speelde hij 178 wedstrijden voor Liverpool, waarin hij goed was voor 22 goals en 22 assists.

### Brighton & Hove Albion
Op 27 juli 2020 vertrok Lallana transfervrij voor drie seizoenen naar Brighton & Hove Albion. Lallana debuteerde op 14 september voor Brighton. Deze wedstrijd werd met 1–3 verloren tegen Chelsea. Op 6 maart 2021 maakte hij tegen Leicester City zijn eerste doelpunt voor Brighton. Hij speelde in totaal vier seizoenen voor Brighton & Hove Albion, waarin hij 104 wedstrijden speelde. Daarin scoorde hij vier goals en gaf hij vier assists.

### Southampton
In de zomer van 2024 keerde Lallana na tien jaar terug bij Southampton, dat het seizoen ervoor net was gepromoveerd naar de Premier League. Lallana tekende een contract voor één seizoen bij Southampton. Hij speelde veertien wedstrijden in de Premier League, maar kon niet voorkomen dat Southampton afgetekend laatste werd en weer degradeerde. Vervolgens liep zijn contract af en ging Lallana met pensioen.

## Clubstatistieken
| Seizoen     | Club                   | Competitie     | Competitie | Competitie | Beker | Beker | Internationaal | Internationaal | Totaal | Totaal |
| Seizoen     | Club                   | Competitie     | Wed.       | Dlp.       | Wed.  | Dlp.  | Wed.           | Dlp.           | Wed.   | Dlp.   |
| ----------- | ---------------------- | -------------- | ---------- | ---------- | ----- | ----- | -------------- | -------------- | ------ | ------ |
| 2006/07     | Southampton            | Championship   | 1          | 0          | 1     | 0     | —              | —              | 2      | 0      |
| 2007/08     | → Bournemouth          | League One     | 3          | 0          | 0     | 0     | —              | —              | 4      | 0      |
| 2007/08     | Southampton            | Championship   | 5          | 1          | 0     | 0     | —              | —              | 5      | 1      |
| 2008/09     | Southampton            | Championship   | 40         | 1          | 3     | 1     | —              | —              | 43     | 2      |
| 2009/10     | Southampton            | League One     | 44         | 15         | 12    | 5     | —              | —              | 56     | 20     |
| 2010/11     | Southampton            | League One     | 36         | 8          | 5     | 3     | —              | —              | 41     | 11     |
| 2011/12     | Southampton            | Championship   | 41         | 11         | 5     | 2     | —              | —              | 46     | 13     |
| 2012/13     | Southampton            | Premier League | 30         | 3          | 0     | 0     | —              | —              | 30     | 3      |
| 2013/14     | Southampton            | Premier League | 38         | 9          | 4     | 1     | —              | —              | 42     | 10     |
| Club totaal | Club totaal            | Club totaal    | 234        | 48         | 29    | 12    | 0              | 0              | 263    | 60     |
| 2014/15     | Liverpool              | Premier League | 27         | 5          | 8     | 1     | 6              | 0              | 41     | 6      |
| 2015/16     | Liverpool              | Premier League | 30         | 4          | 6     | 0     | 13             | 3              | 49     | 7      |
| 2016/17     | Liverpool              | Premier League | 31         | 8          | 4     | 0     | 0              | 0              | 35     | 8      |
| 2017/18     | Liverpool              | Premier League | 12         | 0          | 1     | 0     | 2              | 0              | 15     | 0      |
| 2018/19     | Liverpool              | Premier League | 13         | 0          | 0     | 0     | 3              | 0              | 16     | 0      |
| 2019/20     | Liverpool              | Premier League | 15         | 1          | 5     | 0     | 2              | 0              | 22     | 1      |
| Club totaal | Club totaal            | Club totaal    | 128        | 18         | 24    | 1     | 26             | 3              | 178    | 22     |
| 2020/21     | Brighton & Hove Albion | Premier League | 30         | 1          | 1     | 0     | —              | —              | 31     | 1      |
| 2021/22     | Brighton & Hove Albion | Premier League | 24         | 0          | 1     | 0     | —              | —              | 25     | 0      |
| 2022/23     | Brighton & Hove Albion | Premier League | 16         | 2          | 2     | 1     | —              | —              | 18     | 3      |
| 2023/24     | Brighton & Hove Albion | Premier League | 25         | 0          | 3     | 0     | 2              | 0              | 30     | 0      |
| Club totaal | Club totaal            | Club totaal    | 95         | 2          | 7     | 1     | 2              | 0              | 104    | 4      |
| 2024/25     | Southampton            | Premier League | 14         | 0          | 4     | 0     | —              | —              | 18     | 0      |
| Club totaal | Club totaal            | Club totaal    | 248        | 48         | 33    | 12    | 0              | 0              | 281    | 60     |
| TOTAAL      | TOTAAL                 | TOTAAL         | 474        | 69         | 64    | 14    | 28             | 3              | 566    | 86     |

Bijgewerkt tot en met 16 juni 2025.

## Interlandcarrière
Lallana werd op 10 september 2012 opgeroepen door de Engelse bondscoach Roy Hodgson voor de kwalificatiewedstrijd voor het WK in 2014 tegen Oekraïne. Hij maakte zijn officiële debuut voor de nationale ploeg op vrijdag 15 november 2013, toen Engeland op eigen veld met 2–0 verloor van Chili door twee treffers van Alexis Sánchez. Ook doelman Fraser Forster (Celtic) maakte in die vriendschappelijke wedstrijd zijn debuut voor Engeland. Lallana moest na 77 minuten plaatsmaken voor Ross Barkley. Lallana werd opgenomen in het elftal dat naar het WK 2014 in Brazilië mocht en speelde mee in alle drie de groepswedstrijden. Op 16 mei 2016 werd hij opgenomen in de selectie van Engeland voor het Europees kampioenschap voetbal 2016. Engeland werd in de achtste finale uitgeschakeld door IJsland (1–2) na doelpunten van Ragnar Sigurðsson en Kolbeinn Sigþórsson.

### Overzicht als interlandspeler
| Interlands van Adam Lallana voor Engeland | Interlands van Adam Lallana voor Engeland | Interlands van Adam Lallana voor Engeland | Interlands van Adam Lallana voor Engeland | Interlands van Adam Lallana voor Engeland | Interlands van Adam Lallana voor Engeland | Interlands van Adam Lallana voor Engeland |
| №                                         | Datum                                     | Wedstrijd                                 | Uitslag                                   | Soort wedstrijd                           | Doelpunten                                |                                           |
| Als speler bij Southampton                | Als speler bij Southampton                | Als speler bij Southampton                | Als speler bij Southampton                | Als speler bij Southampton                | Als speler bij Southampton                | Als speler bij Southampton                |
| ----------------------------------------- | ----------------------------------------- | ----------------------------------------- | ----------------------------------------- | ----------------------------------------- | ----------------------------------------- | ----------------------------------------- |
| 1.                                        | 15 november 2013                          | Engeland – Chili                          | 0 – 2                                     | Vriendschappelijk                         |                                           |                                           |
| 2.                                        | 19 november 2013                          | Engeland – Duitsland                      | 0 – 1                                     | Vriendschappelijk                         |                                           |                                           |
| 3.                                        | 5 maart 2014                              | Engeland – Denemarken                     | 1 – 0                                     | Vriendschappelijk                         |                                           |                                           |
| 4.                                        | 30 mei 2014                               | Engeland – Peru                           | 3 – 0                                     | Vriendschappelijk                         |                                           |                                           |
| 5.                                        | 4 juni 2014                               | Ecuador – Engeland                        | 2 – 2                                     | Vriendschappelijk                         |                                           |                                           |
| 6.                                        | 7 juni 2014                               | Engeland – Honduras                       | 0 – 0                                     | Vriendschappelijk                         |                                           |                                           |
| 7.                                        | 14 juni 2014                              | Engeland – Italië                         | 1 – 2                                     | WK 2014                                   |                                           |                                           |
| 8.                                        | 19 juni 2014                              | Uruguay – Engeland                        | 2 – 1                                     | WK 2014                                   |                                           |                                           |
| 9.                                        | 24 juni 2014                              | Costa Rica – Engeland                     | 0 – 0                                     | WK 2014                                   |                                           |                                           |
| Als speler bij Liverpool                  |                                           |                                           |                                           |                                           |                                           |                                           |
| 10.                                       | 9 oktober 2014                            | Engeland – San Marino                     | 5 – 0                                     | Kwalificatie EK 2016                      |                                           |                                           |
| 11.                                       | 12 oktober 2014                           | Estland – Engeland                        | 0 – 1                                     | Kwalificatie EK 2016                      |                                           |                                           |
| 12.                                       | 15 november 2014                          | Engeland – Slovenië                       | 3 – 1                                     | Kwalificatie EK 2016                      |                                           |                                           |
| 13.                                       | 18 november 2014                          | Schotland – Engeland                      | 1 – 3                                     | Vriendschappelijk                         |                                           |                                           |
| 14.                                       | 7 juni 2015                               | Ierland – Engeland                        | 0 – 0                                     | Vriendschappelijk                         |                                           |                                           |
| 15.                                       | 14 juni 2015                              | Slovenië – Engeland                       | 2 – 3                                     | Kwalificatie EK 2016                      |                                           |                                           |
| 16.                                       | 9 oktober 2015                            | Engeland – Estland                        | 2 – 0                                     | Kwalificatie EK 2016                      |                                           |                                           |
| 17.                                       | 12 oktober 2015                           | Litouwen – Engeland                       | 0 – 3                                     | Kwalificatie EK 2016                      |                                           |                                           |
| 18.                                       | 13 november 2015                          | Spanje – Engeland                         | 2 – 0                                     | Vriendschappelijk                         |                                           |                                           |
| 19.                                       | 17 november 2015                          | Engeland – Frankrijk                      | 2 – 0                                     | Vriendschappelijk                         |                                           |                                           |
| 20.                                       | 26 maart 2016                             | Duitsland – Engeland                      | 2 – 3                                     | Vriendschappelijk                         |                                           |                                           |
| 21.                                       | 29 maart 2016                             | Engeland – Nederland                      | 1 – 2                                     | Vriendschappelijk                         |                                           |                                           |
| 22.                                       | 27 mei 2016                               | Engeland – Australië                      | 2 – 1                                     | Vriendschappelijk                         |                                           |                                           |
| 23.                                       | 2 juni 2016                               | Engeland – Portugal                       | 1 – 0                                     | Vriendschappelijk                         |                                           |                                           |
| 24.                                       | 11 juni 2016                              | Engeland – Rusland                        | 1 – 1                                     | EK 2016                                   |                                           |                                           |
| 25.                                       | 16 juni 2016                              | Engeland – Wales                          | 2 – 1                                     | EK 2016                                   |                                           |                                           |
| 26.                                       | 20 juni 2016                              | Slowakije – Engeland                      | 0 – 0                                     | EK 2016                                   |                                           |                                           |

## Erelijst
| Competitie             |             |             |             |             |
| Competitie             | Aantal      | Jaren       |             |             |
| Southampton            | Southampton | Southampton | Southampton | Southampton |
| ---------------------- | ----------- | ----------- | ----------- | ----------- |
| Football League Trophy | 1x          | 2009/10     |             |             |
| Liverpool              |             |             |             |             |
| UEFA Champions League  | 1x          | 2018/19     |             |             |
| UEFA Super Cup         | 1x          | 2019        |             |             |
| FIFA Club World Cup    | 1x          | 2019        |             |             |
| Premier League         | 1x          | 2019/20     |             |             |

1 McCarthy ·
2 Walker-Peters ·
3 Manning ·
4 Downes ·
5 Stephens ·
6 Harwood-Bellis ·
7 Aribo ·
8 Smallbone ·
9 Armstrong ·
10 Lallana ·
11 Stewart ·
12 Edwards ·
13 Lumley ·
14 Bree ·
15 Wood ·
16 Sugawara ·
17 Brereton Díaz ·
18 Fernandes ·
19 Archer ·
20 Sulemana ·
21 Taylor ·
22 Alcaraz ·
23 Edozie ·
24 Charles ·
26 Ugochukwu ·
27 Amo-Ameyaw ·
28 Larios ·
31 Bazunu ·
32 Onuachu ·
33 Dibling ·
35 Bednarek ·
37 Bella-Kotchap ·
Coach: Martin
1 Hart ·
2 Johnson ·
3 Baines ·
4 Gerrard  ·
5 Cahill ·
6 Jagielka ·
7 Wilshere ·
8 Lampard ·
9 Sturridge ·
10 Rooney ·
11 Welbeck ·
12 Smalling ·
13 Foster ·
14 Henderson ·
15 Oxlade-Chamberlain ·
16 Jones ·
17 Milner ·
18 Lambert ·
19 Sterling ·
20 Lallana ·
21 Barkley ·
22 Forster ·
23 Shaw ·
Coach: Hodgson
1 Hart ·
2 Walker ·
3 Rose ·
4 Milner ·
5 Cahill ·
6 Smalling ·
7 Sterling ·
8 Lallana ·
9 Kane ·
10 Rooney  ·
11 Vardy ·
12 Clyne ·
13 Forster ·
14 Henderson ·
15 Sturridge ·
16 Stones ·
17 Dier ·
18 Wilshere ·
19 Barkley ·
20 Alli ·
21 Bertrand ·
22 Rashford ·
23 Heaton ·
Coach: Hodgson